# خاویر ری
خاویر رِی (اسپانیایی: Javier Rey‎؛ زادهٔ ۲۵ فوریهٔ ۱۹۸۰) بازیگر اهل اسپانیا است.
از فیلم‌ها یا برنامه‌های تلویزیونی که وی در آن نقش داشته‌است، می‌توان به ایزابل، آنچه چشمانش پنهان می‌کرد، داستان‌های ناگفتنی، کشتار توأمان: خاموشی شهر سپید، افسانه هیسپانیا و تابستانی که گذراندیم اشاره کرد.